# ماسکاتین کامیونیتی کالج

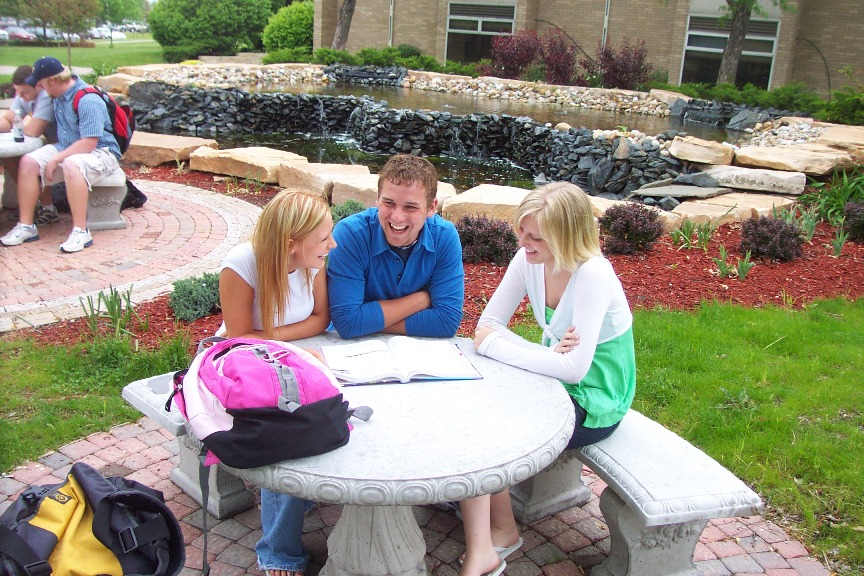
محل استراحت دانشجویان دانشکده

ماسکاتین کامیونیتی کالج (به انگلیسی: Muscatine Community College) دانشگاه دوساله‌ای در شهر ماسکاتین، ایالت آیووا، در آمریکا است. این دانشکده در سال ۱۹۲۹ تأسیس شد.